# Alain Borne
Pour les articles homonymes, voir Alain Borne (football) et Borne.
Alain Borne, né le 12 janvier 1915 à Saint-Pont (Allier), mort le 21 décembre 1962 à Lapalud (Vaucluse), est un poète français surnommé « le poète aux 100 femmes ». Il était avocat à Montélimar.

## Biographie
Alain Borne est le fils unique de François Borne et de Marie Tixier. Il passe une partie de son enfance au château de Saint-Pont, dans l'Allier, qui appartenait à ses grands-parents maternels, Charles Tixier et Anne-Marie Collangettes, avant de s'installer avec sa famille à Montélimar.
Ses premiers poèmes paraissent en revues dès 1935, tandis qu'il passe dans le même temps sa licence de droit à Grenoble. Soutenu par Théophile Briant, puis Henri Lambert, il publie grâce à ce dernier son premier recueil, Cicatrices de Songes, en 1939. Très lié à Pierre Seghers, il rejoint, dès 1940, le comité de rédaction de sa revue Poètes Casqués qui devient P.C. 40.
À la suite de la publication de Neige et 20 Poèmes, Louis Aragon salue dès 1942 le lyrisme d'Alain Borne dans un poème intitulé « Pour un chant national » qui sera repris dans Les Yeux d’Elsa. En 1946, Alain Borne participe également à la création du Comité national des écrivains, avec Aragon, Éluard et Pierre Emmanuel, mais il refuse d'aller habiter à Paris.
Tout en poursuivant son travail d'écriture, Alain Borne exerce le métier d'avocat à Montélimar. En 1954, il obtient le prix Antonin-Artaud pour son recueil En une seule injure. Sa poésie a également été saluée par Jean Follain, Philippe Jaccottet, René Char et Max Alhau.
Alain Borne meurt le 21 décembre 1962 dans un accident de voiture, à une cinquantaine de kilomètres au nord d'Avignon, dans le Vaucluse.
En 2024, dans son livre La Fille de l'autre, la scénariste Caroline Thivel affirme être la fille d'Alain Borne, qui aurait eu une aventure avec sa mère.
La moitié de son œuvre a paru de manière posthume, en partie grâce à Alain Blanc et sa maison d'édition Voix d'encre, qui se sont voués à la diffusion de l'œuvre du poète en publiant plusieurs recueils inédits.

## Thèmes de prédilection
L'œuvre est traversée par plusieurs grands thèmes, dont :  
- l'amour, vécu de façon antagoniste entre désir charnel et quête de la femme rêvée
- la mort, omniprésente et terrifiante
- l'écriture, la création

L'écriture d'Alain Borne se caractérise par une grande liberté : pas ou peu de rimes, une manière de dire et un rythme singuliers. Le lecteur est rapidement saisi par la fulgurance des images, la récurrence de certains mots (neige, sang, brûlure, mort...) et une conscience aiguë de l'éphémère.
Le poète éprouve aussi la nostalgie de l'enfance, du début des choses et des êtres. Il est également très sensible aux variations de la nature et des saisons.

« Mes lèvres ne peuvent plus s'ouvrir

que pour dire ton nom

baiser ta bouche

te devenir en te cherchant. »

(La nuit me parle de toi, 1964)

« Ne m'éveillez pas

si un jour je dors.

Ne soyez pas triste

si un jour

j'ai cessé pour jamais d'être triste. »

(Orties, 1953)

## Œuvres
- 1939 : Cicatrices de Songes, Feuillets de l'îlot (prix du Goéland 1939)
- 1941 : Neige et 20 Poèmes, Seghers
- 1942 : Contre-feu, Cahiers du Rhône
- 1943 : Seuils, École de Rochefort
- 1945 : Brefs, Confluences, ill. de Wols
- 1945 : Regardez mes mains vides, PAB Pierre-André Benoit
- 1945 : Terre de l'été, Robert Laffont
- 1946 : Poèmes à Lislei, Seghers
- 1947 : L'Eau Fine, Gallimard
- 1951 : O P. 10, PAB Pierre-André Benoit
- 1953 : En une seule injure, Rougerie (prix Antonin-Artaud 1954)
- 1953 : Orties, Henneuse
- 1954 : Demain la nuit sera parfaite, Rougerie
- 1955 : Treize, PAB Pierre-André Benoit
- 1957 : Adresses au vent, traduit en italien par G. A. Brunelli, Capitoli
- 1959 : Encore, Rougerie
- 1961 : Encres, Club du poème
- 1962 : L'amour brûle le circuit, Club du poème [5]

Posthumes
- 1963 : La Dernière Ligne, Club du poème
- 1964 : La nuit me parle de toi, Rougerie
- 1964 : Célébration du hareng (prose), Robert Morel
- 1965 : Les fêtes sont fanées suivi de La dernière ligne, Club du poème
- 1969 : Encres, édition définitive, Club du poème
- 1969 : Vive la mort, Chambelland
- 1969 : Le Facteur Cheval (prose), éditions Robert Morel, photographies d'Henriette Grindat
- 1971 : Indociles, Club du poème
- 1971 : Le Plus Doux Poignard, Chambelland
- 1974 : Complaintes, Saint-Germain-des-Prés
- 1980 : Œuvres poétiques complètes, tome 1, Curandera
- 1981 : Œuvres poétiques complètes, tome 2, Curandera
- 1991 : Textes inédits, prose et correspondance, revue Voix d'encre no 3/4
- 1992 : Seul avec la beauté (première anthologie de poèmes inédits), éditions Voix d'encre
- 1994 : L'Amour, la vie, la mort (deuxième anthologie de poèmes inédits), éditions Voix d'encre
- 1999 : Poèmes inédits, revue Voix d'encre, no 20
- 2000 : La marquise sortit à 5 heures (nouvelles), éditions Voix d'encre
- 2001 : (rééditions) Terre de l'été suivi de Poèmes à Lislei, éditions Editinter
- 2001 : En passant par le lycée... Alain Borne, lycée Alain Borne
- 2001 : Un brasier de mots, poèmes inédits réunis par Alain Blanc, éditions Voix d'encre
- 2002 : (rééditions) L'Eau fine suivi de En une seule injure, éditions Editinter
- 2002 : (réédition) Célébration du hareng, poésie/première 22
- 2002 : (réédition) Encres, Atelier du Hanneton
- 2003 : Poèmes d'amour (anthologie), Le Cherche midi
- 2006 : (réédition) La nuit me parle de toi, Trident neuf
- 2008 : (rééditions) Treize suivi de Indociles, éditions Fondencre
- 2014 : L'iris marchait de son odeur, proses et poèmes inédits réunis par Alain Blanc, éditions Voix d'encre
- 2015 : (rééditions) L'amour brûle le circuit, Encres, Les fêtes sont fanées, La Dernière Ligne, suivi d'extraits de son journal intime, éditions Fondencre
- 2016 : (rééditions) Brefs, suivi de Orties et de Adresses au vent, éditions Voix d'encre
- 2016 : (rééditions) Seuils, suivi de Regardez mes mains vides, de Op. 10 et de Treize, éditions Voix d'encre
- 2021 : Le Facteur Cheval et son Palais idéal : avec les écrits complets de Ferdinand Cheval, L’Atelier contemporain

## Hommage
La cité scolaire comprenant le lycée et le collège du centre de Montélimar porte le nom d'Alain Borne.